# Contea di Lawrence (Pennsylvania)
La contea di Lawrence (in inglese Lawrence County) è una contea dell'area occidentale dello Stato della Pennsylvania negli Stati Uniti. Il capoluogo è New Castle.

## Geografia fisica
La contea si trova nella parte occidentale dello Stato, al confine con l'Ohio.
Il territorio è prevalentemente collinare. Il fiume Shenango scorre verso sud e bagna New Castle dove riceve da nord il fiume Neshannock. A sud di New Casle lo Shenango confluisce con il Mahoning per formare il fiume Beaver. Il Beaver riceve da destra lo Slippery Rock Creek, che drena l'area sud-orientale, e prosegue verso la valle dell'Ohio a sud. Parte del corso dello Slippery Rock rientra nel parco statale di McConnells Mill.

### Contee confinanti
- Contea di Mercer - nord
- Contea di Butler - est
- Contea di Beaver - sud
- Contea di Columbiana (Ohio) - sud-ovest
- Contea di Mahoning (Ohio) - ovest

## Storia
I primi abitanti del territorio furono gli irochesi e i Delaware. La contea fu istituita nel 1849 su un territorio che fino a quel momento aveva fatto parte delle contee di Beaver e Mercer. Il nome deriva dalla USS Lawrence, la nave ammiraglia della flotta americana comandata da Oliver Perry che prese parte alla battaglia del lago Erie nel 1812.
La città di New Castle fu fondata nel 1798 ed ebbe un notevole sviluppo industriale nel corso dell'Ottocento e nei primi decenni del Novecento. Gli immigrati italiani di fine Ottocento vi hanno fondato importanti aziende produttrici di fuochi d'artificio attive ancora oggi.

## Centri abitati[3]
| - Bessemer - borough - Ellport - borough - Ellwood City - borough - Enon Valley - borough - Hickory - township - Little Beaver - township - Mahoning - township - Neshannock - township - New Beaver - borough - New Castle (capoluogo) - city - New Wilmington - borough - North Beaver - township - Perry - township | - Plain Grove - township - Pulaski - township - S.N.P.J. - borough - Scott - township - Shenango - township - Slippery Rock - township - South New Castle - borough - Taylor - township - Union - township - Volant - borough - Wampum - borough - Washington - township - Wayne - township - Wilmington - township |